# Dimiao
Dimiao is een gemeente in de Filipijnse provincie Bohol op het gelijknamige eiland. Bij de census van 2015 telde de gemeente ruim 14 duizend inwoners.

## Geografie

### Bestuurlijke indeling
Dimiao is onderverdeeld in de volgende 35 barangays:
| - Abihid - Alemania - Baguhan - Bakilid - Balbalan - Banban - Bauhugan - Bilisan - Cabagakian - Cabanbanan - Cadap-agan - Cambacol | - Cambayaon - Canhayupon - Canlambong - Casingan - Catugasan - Datag - Guindaguitan - Guingoyuran - Ile - Lapsaon - Limokon Ilaod - Limokon Ilaya | - Luyo - Malijao - Oac - Pagsa - Pangihawan - Sawang - Puangyuta - Tangohay - Taongon Cabatuan - Tawid Bitaog - Taongon Can-andam |

## Demografie
Dimiao had bij de census van 2015 een inwoneraantal van 14.364 mensen. Dit waren 802 mensen (5,3%) minder dan bij de vorige census van 2010. Ten opzichte van de census van 2000 was het aantal inwoners gegroeid met 213 mensen (1,5%). De gemiddelde jaarlijkse groei in die periode kwam daarmee uit op 0,10%, hetgeen lager was dan het landelijk jaarlijks gemiddelde over deze periode (1,84%).

De bevolkingsdichtheid van Dimiao was ten tijde van de laatste census, met 14.364 inwoners op 135,75 km², 105,8 mensen per km².
|  |  |